# Selina Ren
Selina Ren (chinois: 任家萱 ; pinyin: Rèn Jiā-Xuān ; Wade-Giles: Jen Chia-Hsüan) est une chanteuse et actrice taïwanaise, née le 31 octobre 1981 à Taipei. Elle est principalement connue comme membre du groupe S.H.E avec Ella Chen et Hebe Tien.

## Biographie
Selina Ren est née à Taïwan dans le district de Shilin. Son père, Mingting Ren (zh), est issu d'une famille militaire.
En 2004, Selina est diplômée de l'université nationale normale de Taïwan (en) (NTNU).
En septembre 2011, le grand-père de Selina Ren est décédé d'un accident vasculaire cérébral à l'âge de 87 ans[réf. nécessaire].

### Vie privée
Selina rencontre Richard Chang lors du concert « S.H.E is the One » à Taipei Arena. Il demande sa main devant tout le public présent dans la salle, et devant Ella Chen et Hebe Tien, ses meilleures amies. Ils se marient le 31 octobre 2011, le jour de ses 30 ans. Ella et Hebe servent de demoiselles d'honneur lors de la cérémonie. Peu après leur mariage, le divorce a été prononcé.
Le 11 avril 2023, Selina révèle aux médias qu'elle est enceinte de douze semaines.
Elle a aujourd'hui un enfant.

## Discographie
Voir également: Discographie de S.H.E
- 2011 : Dream a New Dream (重作一個夢)

## Filmographie

### Télévision
- 2003 : The Rose : Zhuang Zhe Qin (莊哲芹) & Di Ya Man (狄雅蔓)
- 2005 : Reaching For The Stars : Zhou Xin Lei (周心蕾)
- 2010 : I have a date with Spring : émission télévisée annulée